# Anthela exoleta
Anthela exoleta là một loài bướm đêm thuộc họ Anthelidae. Loài này được Charles Swinhoe mô tả đầu tiên năm 1892. Loài này có ở Úc.